# L'Odyssée de l'amour
Pour plus de détails, voir Fiche technique et Distribution.
L'Odyssée de l'amour est un téléfilm français réalisé par Thierry Binisti, diffusé en 2008.

## Synopsis
Pourquoi et comment tombons-nous amoureux ? Une scientifique (Aurélie Valat) analyse comment Juliette (Sandy Lobry) est victime d'un coup de foudre. Des images 3D permettent de voir comment les sens de Juliette sont mis en émoi sous le coup des émotions de son amour pour John (Samuel Theis).

## Distribution
- Sandy Lobry : Juliette
- Samuel Theis : John
- Aurélie Valat : Emilie
- Benjamin Baroche : Bastien
- Joakim Latzko : Sélim
- Françoise Pinkwasser : Brigitte